# 曖昧な太陽
『曖昧な太陽』（あいまいなたいよう）は、FEEL SO BADの10作目のシングル。

## 概要
「HOT RED」と「MAD GREEN」の2つを発売した。異なる点は、トラック2の「AM 8:58」のバージョンとトラック4の曲である。

## 批評
CDジャーナルはHOT REDを「パンキッシュで少しねじれたハード・ロックと、恋愛関係に対する決意を歌う、ハスキーなボーカルとの取り合わせが異様だが、逆に女の情念らしきものが強調される」と、MAD GREENを「アコースティカルで軽快なタイトル曲も彼らの持ち味なのだろうが、「口唇に銃（ガン）を押しあてて(live '99)」を聴くと、やはりそっちに耳がいってしまう」と、それぞれのバージョンを評した。

## 収録曲

### HOT RED
1. 曖昧な太陽
作詞：川島だりあ　作曲：大橋雅人
2. AM 8:58(studio live '99)
作詞：川島だりあ　作曲：倉田冬樹
3. 口唇に銃（ガン）を押しあてて(live '99)
作詞：川島だりあ　作曲：倉田冬樹
4. 未来はきっと眩しいワ(live '99)
作詞：川島だりあ　作曲：倉田冬樹

### MAD GREEN
1. 曖昧な太陽
2. AM 8:58(live '96)
3. 口唇に銃（ガン）を押しあてて(live '99)
4. I HATE YOU〜奴らが嫌いだ〜(live '97)
作詞：川島だりあ　作曲：倉田冬樹